# Grand Hotel Wiesler

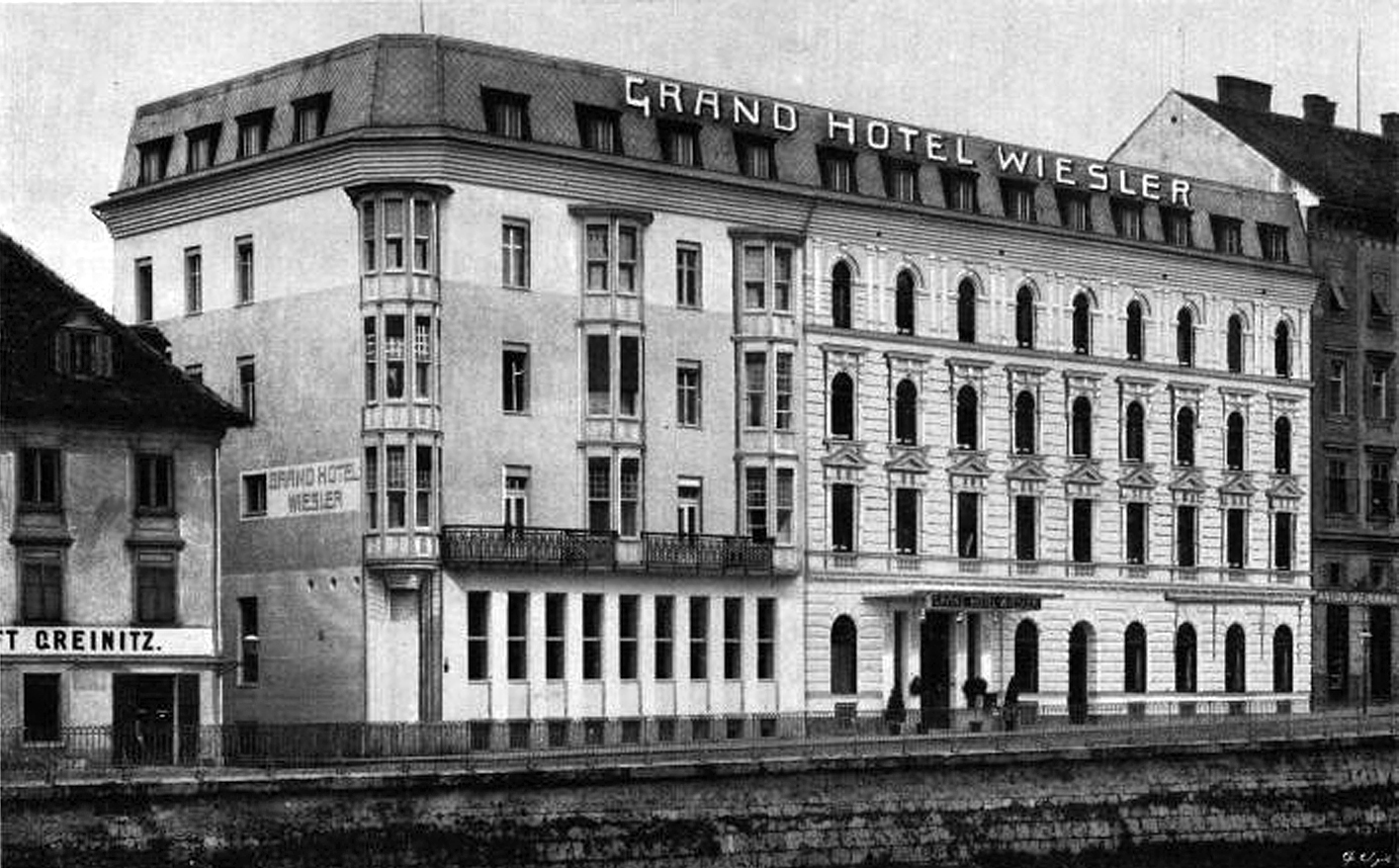
Grand Hotel Wiesler von jenseits der Mur gesehen (1909)

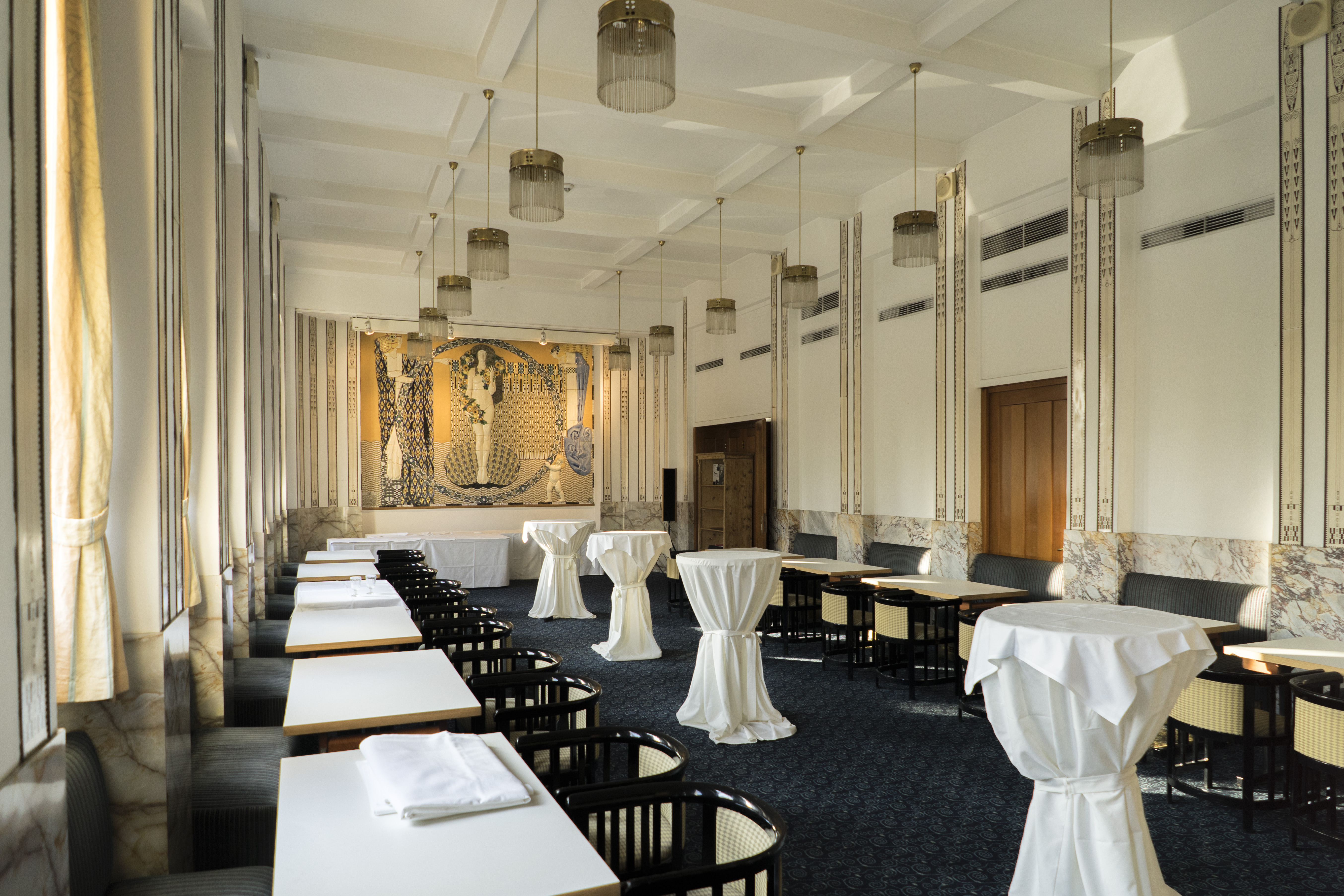
Der erhaltene Speisesaal mit dem Mosaik von Leopold Forstner (2016)

Das Grand Hôtel Wiesler in Graz ist ein zu Beginn des 20. Jahrhunderts im Jugendstil erbautes Hotel. Es liegt am rechten Murufer, Grieskai 4–8, in unmittelbarer Nähe der Sehenswürdigkeiten Kunsthaus Graz, Grazer Murinsel, Grazer Schloßberg sowie des Hauptplatzes. Gemeinsam mit dem Hotel „Das Weitzer“ sowie dem Hotel Daniel Graz gehört das Grand Hôtel Wiesler zu den drei in Graz ansässigen Weitzer Hotels. Zwei weitere Weitzer Hotels sind in Wien beheimatet. Im Erdgeschoß des Grand Hôtel Wiesler befindet sich das ebenfalls zum Unternehmen gehörende Restaurant namens „Salon Marie“. Hoteleigentümer ist Florian Weitzer, der die Hotels seit 2003 in vierter Generation führt.

## Geschichte
Das aktuelle Grand Hôtel Wiesler ist ein Jugendstilbau, der ab dem Jahr 1894 schrittweise entstand. Die Geschichte des Standortes reicht aber bis ins 17. Jahrhundert zurück. Bereits 1637 ist an dieser Stelle der Murvorstadt der Gasthof „Zum Roten Igel“ nachweisbar. Er befand sich an der damals einzigen mautpflichtigen Murbrücke der Stadt. Im 18. Jahrhundert hieß das Haus „Goldener Engel am Gries“. 1871 wurde der Gasthof durch den Wirt Carl Wiesler erworben, der damals schon zwei Lokale in Graz besaß. Das Haus hieß nun „Hotel zum Goldenen Engel“.1887 kaufte Wieslers Witwe, Maria, das Haus am heutigen Grieskai 4. Ihr Sohn, Anton Wiesler, erwarb 1897 das Nachbarhaus Grieskai 6 hinzu. Auf den zusammengelegten Grundstücken entstand daraufhin stufenweise ein neues Großhotel im damals aktuellen Stil der Wiener Secession. Beworben wurden 1898 schon die besonderen Extras des Hotel "Goldener Engel" wie Lift, Bäder und Zentralheizung.
Bevor das Haus 1909 schließlich als Grand Hôtel Wiesler eröffnete, war in der Umbauphase nach Plänen des Architekten und Malers Marcel Kammerer (1878–1959), damals als Chefzeichner Otto Wagners tätig, ab 1902 der Erweiterungsbau am Grieskai 8 errichtet worden. Bemerkenswert ist auch noch heute der sich darin befindende Grand Salon mit einem der schönsten und größten Glasmosaike des Jugendstils: „Der Frühling“ aus der Werkstatt des Leopold Forstner, einem Schüler von Koloman Moser und Mitbegründer der Wiener Secession und Wiener Werkstätte.
In den Jahren 1945–1954 fungierte das Haus als britisches Offiziershotel. 1986 wurde das Haus nach stilgerechter Renovierung als 5-Sterne-Hotel neu eröffnet. In Folge nächtigten Gäste wie Willy Brandt, Mick Jagger, Joe Cocker, Deep Purple, Falco, Arnold Schwarzenegger sowie zahlreiche andere Prominente im Grand Hôtel Wiesler. 1999 gelangte das Hotel in den Besitz der Familie Weitzer, 2003 übernahm Florian Weitzer die Geschäftsführung der Weitzer Hotels von seinem Vater Hans Helmut Weitzer.
Das Grand Hôtel Wiesler war bis zum Jahr 2010 das einzige Fünfsternehotel in Graz. Im Mai 2010 wurde das Haus neu positioniert und ohne Sternekategorisierung als „Hotel Wiesler“ weitergeführt. Seit 2019 nennt sich das Haus wieder Grand Hôtel Wiesler. In vier Bauperioden zwischen 2011 und 2018 wurden alle 102 Zimmer neu gestaltet. 2019 folgten der Umbau der Lobby und des Restaurants „Speisesaal“, das am 17. Oktober 2019 als „Salon Marie“ offiziell neu eröffnet wurde.